# Sankt Jakob im Rosental
Sankt Jakob im Rosental is een gemeente gelegen in het zuiden van de Oostenrijkse deelstaat Karinthië.
In de gemeente ligt tevens de ingang van de Karawankentunnel, de grenstunnel tussen Oostenrijk en Slovenië.
In het dorp woont een aanzienlijke Sloveense minderheid (16,4%), vandaar dat het dorp ook nog de Sloveense naam 'Šentjakob v Rožu' draagt.
Sankt Jakob im Rosental telt ongeveer 4400 inwoners.
Afritz am See · Arnoldstein · Arriach · Bad Bleiberg · Feistritz an der Gail · Feld am See · Ferndorf · Finkenstein am Faaker See · Fresach · Hohenthurn · Nötsch im Gailtal · Paternion · Rosegg · St. Jakob im Rosental · Stockenboi · Treffen am Ossiacher See · Velden am Wörther See · Weißenstein · Wernberg
- Gemeinsame Normdatei: 4203138-2
- Library of Congress Control Number: nb2009023444
- Virtual International Authority File: 130449213
- WorldCat: E39PBJgRMM4rJrDqjwcrvhRkDq